# Otto Gilg
Otto Gilg (* 8. Oktober 1891 in Olten; † 2. Februar 1976 in Luzern) war ein Schweizer christkatholischer Geistlicher und Kirchenhistoriker.

## Leben
Otto Gilg war ein Sohn des christkatholischen Pfarrers Karl Gilg und der Laure geb. Soutter. Sein älterer Bruder Arnold (* 1887; † 1967) war ebenfalls christkatholischer Geistlicher und Professor an der christkatholisch-theologischen Fakultät der Universität Bern.
Er maturierte in Zürich, bevor er von 1910 bis 1915 in Bern und Marburg Theologie studierte. 1914 empfing er durch Bischof Eduard Herzog die Priesterweihe und war danach als Vikar in St. Gallen tätig. 1915 wurde er zum Pfarrverweser in Hellikon ernannt. Von 1916 bis 1961 war er Pfarrer der christkatholischen Gemeinde in Luzern.
Otto Gilg schrieb in kirchlichen Periodika, die er teilweise während Jahrzehnten redigierte, zahlreiche Beiträge historischen, spirituellen und ökumenischen Inhalts. 1938 bis 1961 war er Präsident der christkatholischen Pastoralkonferenz. Über die eigene Kirche hinaus bekannt wurde er als Autor des Werkes Christkatholizismus in Luzern (1946), das die Entstehung der Gemeinde in einen weiteren geistesgeschichtlichen Rahmen stellte. 1951 wurde er Ehrendoktor (Dr. theol. h. c.) der Universität Basel.
Otto Gilg heiratete 1919 die aus Luzern stammende Maria Schenker.

## Werke (Auswahl)
- Die Messe. Eine Darstellung ihres geschichtlichen Werdens und ihres religiösen Gehaltes. Olten 1923.
- Christkatholizismus und Protestantismus. Bern 1928.
- Von mittelalterlicher Frauenseelsorge. Bern 1939.
- Christkatholizismus in Luzern. In: Luzern, Geschichte und Kultur. Luzern 1946.